# Darcy Lima
Darcy Gustavo Machado Vieira Lima (Rio de Janeiro, 22 de maig de 1962), és un jugador d'escacs brasiler. Obtingué el títol de Mestre Internacional el 1989, i el de Gran Mestre el 1997. El 2010 la FIDE li va atorgar el títol de FIDE Trainer, el segon màxim títol d'entrenador internacional.
Tot i que roman pràcticament inactiu des d'octubre de 2012, a la llista d'Elo de la FIDE de desembre de 2014, hi tenia un Elo de 2526 punts, cosa que en feia el jugador número 7 del Brasil. El seu màxim Elo va ser de 2550 punts, a la llista d'abril de 2001 (posició 251 al rànquing mundial).

## Resultats destacats en competició
Al començament de la seva carrera, el 1980, va guanyar a Fortaleza la VII edició del Campionat Juvenil del Brasil.
Ha estat en tres ocasions Campió del Brasil (1992, 2002, 2003). Va guanyar en dues ocasions el Zonal Sulamericano a São Paulo 2000 i 2003.
L'any 2000 va tenir una mala actuació al Campionat del món de la FIDE per sistema K.O. jugat a Nova Delhi, on fou eliminat en primera ronda, per Aleksandr Grisxuk per 2½ : 1½. El 2001 fou 2n al Campionat Sud-americà d'escacs (Torneig Zonal 2.4 de la FIDE), celebrat a Sao Paulo, rere el campió Giovanni Vescovi, i per davant de Gilberto Milos (3r).
A les darreries de 2005, va participar en la Copa del món de 2005 a Khanti-Mansisk, un torneig classificatori per al cicle del Campionat del món de 2007, on tingué una mala actuació i fou eliminat en primera ronda per Konstantín Sakàiev.
El 2007, empatà als llocs 1r-5è al Campeonato Continental Absoluto celebrat a Cali, Colòmbia (el campió, per millor desempat, fou Julio Granda).
Entre l'agost i el setembre de 2011 participà en la Copa del món de 2011, a Khanti-Mansisk, un torneig del cicle classificatori pel Campionat del món de 2013, tot i que fou eliminat en primera ronda per Piotr Svídler (½-1½).

### Participació en Olimpíades d'escacs
Lima ha participat, representant el Brasil, en onze Olimpíades d'escacs (1988–2008).